# Penelope marail

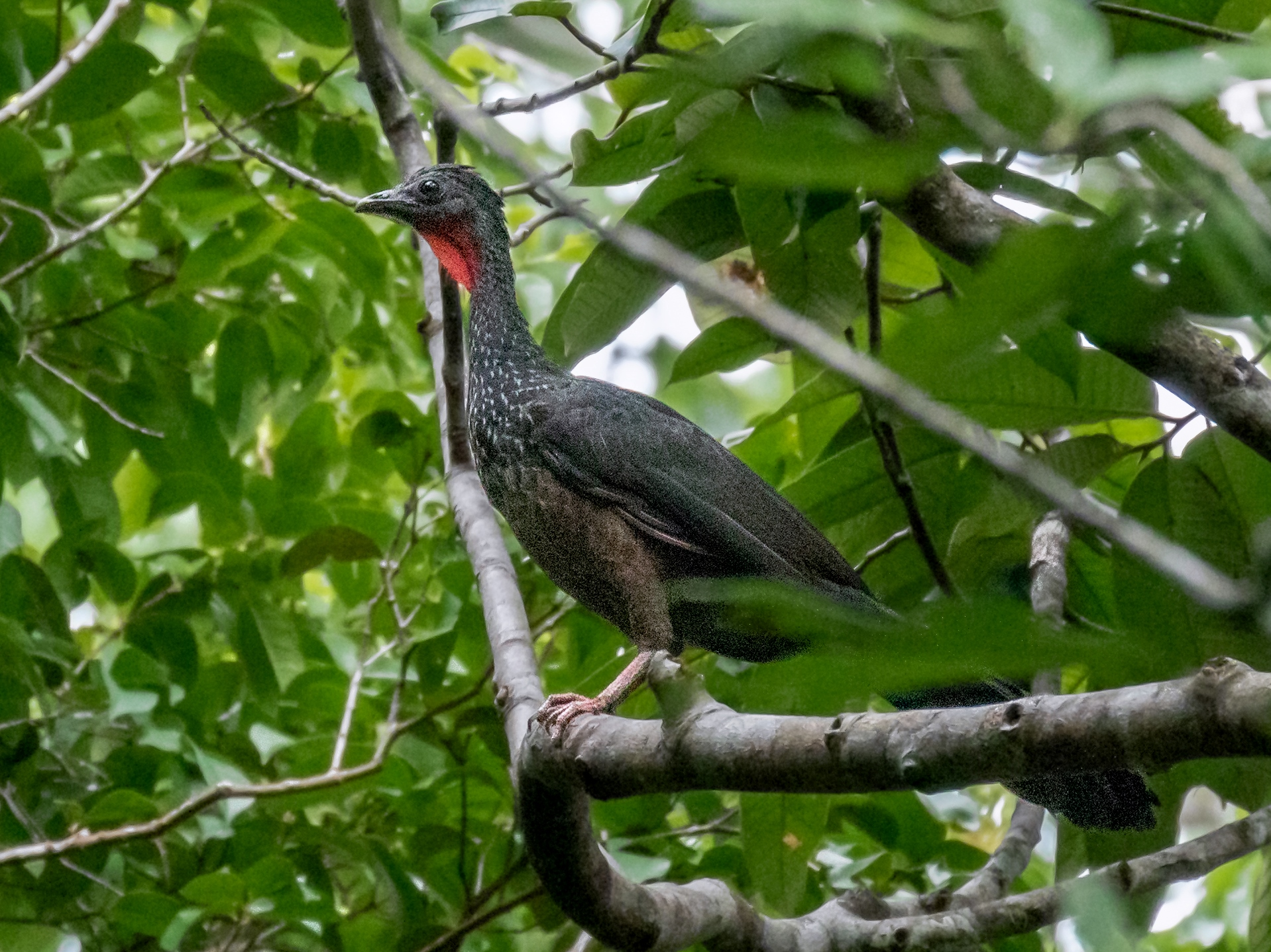

Penelope marail là một loài chim trong họ Cracidae.